# スマートガラス

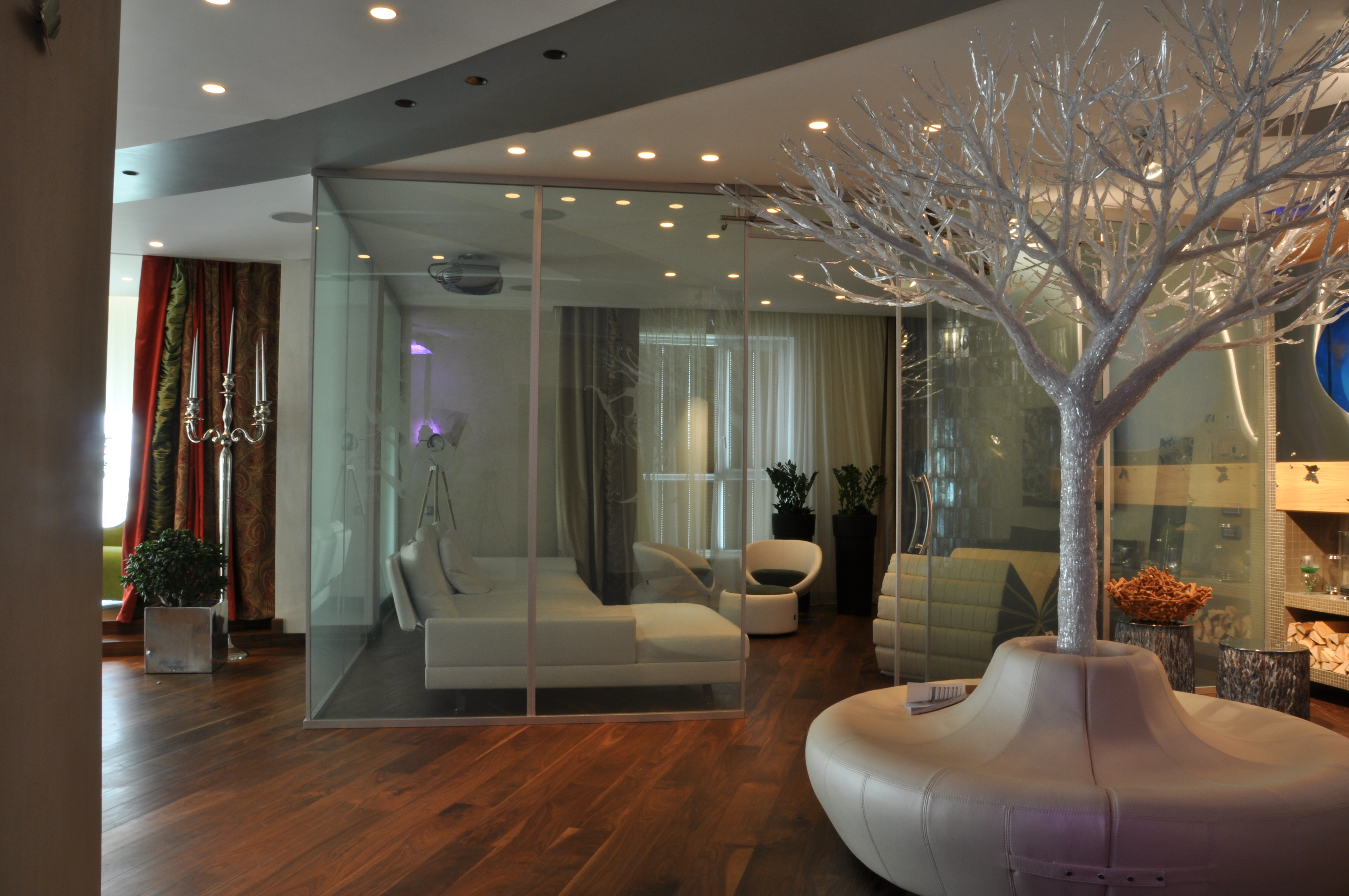
オン状態のスマートガラス

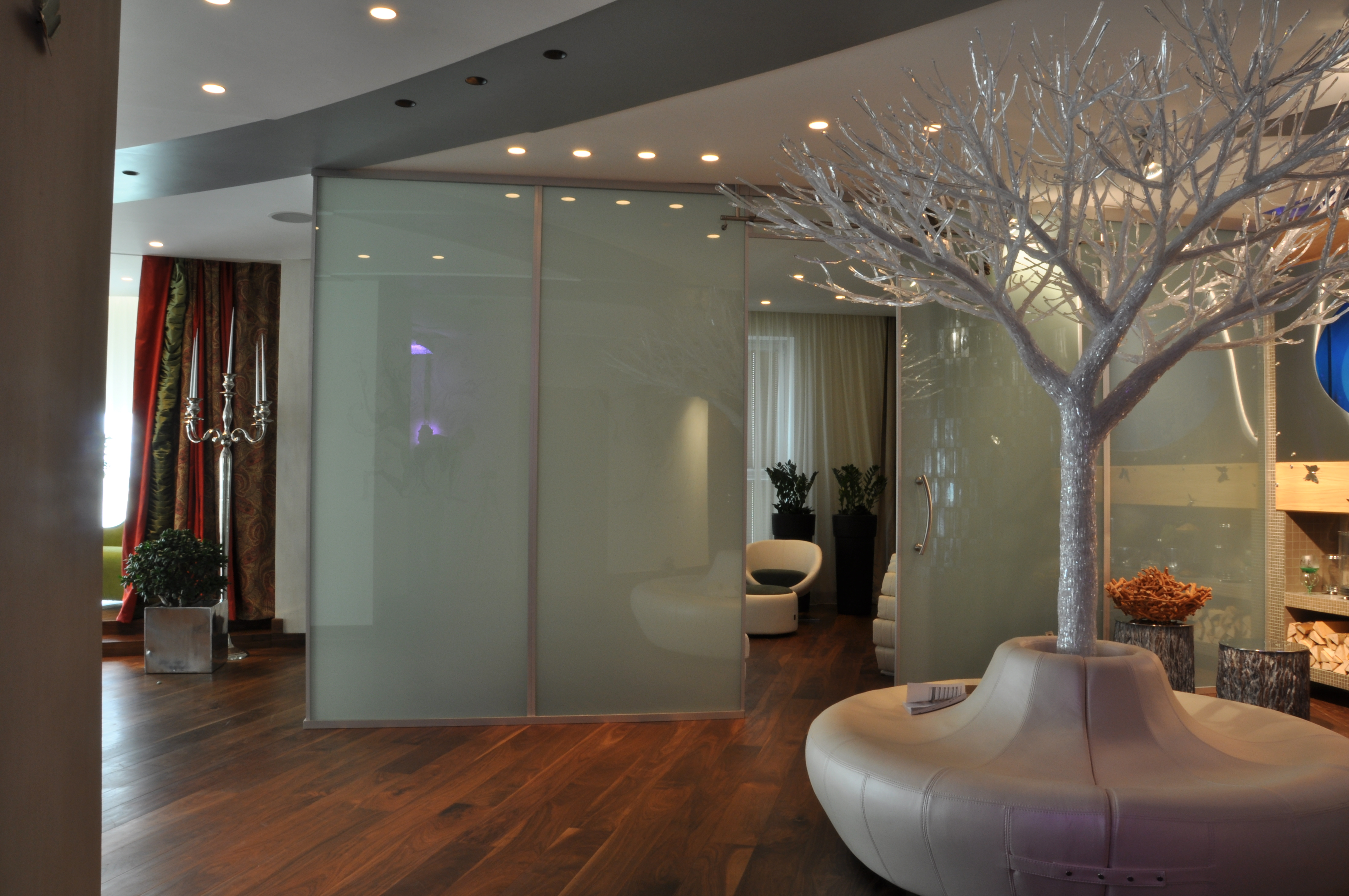
オフ状態のスマートガラス

スマートガラス (Smart glass, EGlass, Switchable glass, Smart windows, Switchable windows") とは一般的に、液晶層に加える電圧を制御することで電気的に透明度を切り替えられるガラス製品を指す。
通電させるなどで人間が動かす液晶などを使ったアクティブ型と、環境の温度で反応するサーモクロミズム・光の強度で反応するフォトクロミズムな素材を使ったパッシブ型がある。

## その他の製品など
ソーラパネル兼用窓ガラス
太陽光発電パネルを兼ねた建物外壁用窓ガラスの実用化に向けた開発が進められており、これらが「スマートガラス」と呼ばれることがある。
断熱ガラス
断熱用の二重複層ガラスは「スマートガラス」と呼ばれることがある。
瞬間調光ガラス
2枚のガラスの間に液晶を挟み、スイッチで液晶に電気を通すと白濁するなどして光を調節するガラス。